# Système d'information de l'inventaire du patrimoine naturel
 (décembre 2022).
La mise en forme du texte ne suit pas les recommandations de Wikipédia : il faut le « wikifier ».
Les points d'amélioration suivants sont les cas les plus fréquents. Le détail des points à revoir est peut-être précisé sur la page de discussion.
- Les titres sont pré-formatés par le logiciel. Ils ne sont ni en capitales, ni en gras.
- Le texte ne doit pas être écrit en capitales (les noms de famille non plus), ni en gras, ni en italique, ni en « petit »…
- Le gras n'est utilisé que pour surligner le titre de l'article dans l'introduction, une seule fois.
- L'italique est rarement utilisé : mots en langue étrangère, titres d'œuvres, noms de bateaux, etc.
- Les citations ne sont pas en italique mais en corps de texte normal. Elles sont entourées par des guillemets français : « et ».
- Les listes à puces sont à éviter, des paragraphes rédigés étant largement préférés. Les tableaux sont à réserver à la présentation de données structurées (résultats, etc.).
- Les appels de note de bas de page (petits chiffres en exposant, introduits par l'outil «  Source ») sont à placer entre la fin de phrase et le point final[comme ça].
- Les liens internes (vers d'autres articles de Wikipédia) sont à choisir avec parcimonie. Créez des liens vers des articles approfondissant le sujet. Les termes génériques sans rapport avec le sujet sont à éviter, ainsi que les répétitions de liens vers un même terme.
- Les liens externes sont à placer uniquement dans une section « Liens externes », à la fin de l'article. Ces liens sont à choisir avec parcimonie suivant les règles définies. Si un lien sert de source à l'article, son insertion dans le texte est à faire par les notes de bas de page.
- La présentation des références doit suivre les conventions bibliographiques. Il est recommandé d'utiliser les modèles {{Ouvrage}}, {{Chapitre}}, {{Article}}, {{Lien web}} et/ou {{Bibliographie}}. Le mode d'édition visuel peut mettre en forme automatiquement les références.
- Insérer une infobox (cadre d'informations à droite) n'est pas obligatoire pour parachever la mise en page.

Pour une aide détaillée, merci de consulter Aide:Wikification.
Si vous pensez que ces points ont été résolus, vous pouvez retirer ce bandeau et améliorer la mise en forme d'un autre article.
 (décembre 2022).
Le SINP, Système d’information de l’inventaire du patrimoine naturel, est un système d'information public et officiel qui organise la production, la standardisation et la diffusion des données d'observation sur les espèces (faune, flore et fonge), les habitats naturels, et le patrimoine géologique de France.
Il traite des inventaires et suivis de la biodiversité terrestre, fluviale et marine, en métropole et en outre-mer, ainsi que le patrimoine géologique.
Le SINP contribue à l’élaboration et au suivi des politiques publiques, au débat public, à la recherche en écologie et facilite les rapportages correspondant aux engagements européens et internationaux.

## Réseau d'acteurs
Le SINP est constitué d’un réseau d’acteurs qui partagent les données (biodiversité et géodiversité) qu’ils produisent selon des standards, référentiels et procédures. Le Ministère chargé de l’écologie en assure la maîtrise d'ouvrage, l'Office français de la biodiversité et le Muséum national d'Histoire naturelle assurent la coordination nationale de ce dispositif partenarial et décentralisé.
Les acteurs régionaux sont organisés autour de plateformes régionales du SINP, en lien avec  une plateforme nationale qui assure les échanges de données avec les structures nationales et anime le réseau des plateformes régionales. Les plateformes régionales qui répondent à un ensemble de critères qualité sont reconnues par un dispositif d'habilitation. Le SINP échange avec le Système mondial des données de biodiversité (GBIF).
Les associations naturalistes, les collectivités territoriales, les établissements publics, les services de l’État (DREAL, DEAL, DDTM...), les structures de recherche, les Conservatoires botaniques nationaux (CBN) et les bureaux d'étude en sont les principaux contributeurs.

## Données
Le SINP fournit des données et synthèses fiables, ouvertes et gratuites. Il assure la traçabilité des sources qui produisent et fournissent les données.

### Types de données
Les types de données concernées sont :
- les données d’observation directe ou indirecte ;
- les données de synthèse issues de traitement, d’agrégation, de modélisation ou d’expertise ;
- les données descriptives, les traits de vie, les paramètres environnementaux... ;
- les données de référence, éléments d’interopérabilité du système d’information, comme le référentiel taxonomique (TaxRef) ou le référentiel des typologies d’habitats (HabRef) ;
- les métadonnées, informations descriptives des données.

### Accès aux données
Les données sont accessibles sur le site de l'inventaire national du patrimoine naturel, téléchargeables sur le portail OpenObs et sur un ensemble de plateformes régionales.
La liste des plateformes régionales habilitées est consultable sur le site de l'inventaire national du patrimoine naturel.

### Indicateurs sur les données
L'Observatoire national de la biodiversité suit un indicateur sur le nombre d'observations d'espèces accessibles dans le SINP et un indicateur sur la précision des données.

## Historique
Ce système, défini dans un schéma métier publié en 2022, remplace le Système d'information sur la nature et les paysages, actif de 2007 à 2022.
En 2021, le SINP est reconnu comme l'un des systèmes d'informations métiers du Système d'information sur la biodiversité (SIB).

## Perspectives
Le schéma métier du SINP indique qu'il devra également couvrir les données issues des domaines de la paléontologie, de la pédologie ou de la minéralogie.